# Episodi di Jinx - Fornelli e magie
La prima stagione di Jinx - Fornelli e magie è stata trasmessa nel Regno Unito dal 31 ottobre al 12 novembre 2009 su BBC Two.
| nº | Titolo originale        | Titolo italiano             | Prima TV UK      | Prima TV Italia |
| -- | ----------------------- | --------------------------- | ---------------- | --------------- |
| 1  | Baker House Blend       | Casa dolce casa             | 31 ottobre 2009  | 14 giugno 2010  |
| 2  | Dead and Butter Pudding | Zombie e ciambelle          | 1º novembre 2009 | 15 giugno 2010  |
| 3  | The Chip Files          | Biscotti e lustrini         | 4 novembre 2009  | 16 giugno 2010  |
| 4  | Sweet Taste of Success  | La mente è un libro aperto  | 3 novembre 2009  | 17 giugno 2010  |
| 5  | Cookie Chips            | Tre Chip sono peggio di uno | 2 novembre 2009  | 18 giugno 2010  |
| 6  | A Slice of the Future   | Il cucchiaio magico         | 5 novembre 2009  | 21 giugno 2010  |
| 7  | Proof of the Pudding    | Antiche discordie           | 6 novembre 2009  | 22 giugno 2010  |
| 8  | A Slight Hiccup         | L'attimo sfuggente          | 7 novembre 2009  | 23 giugno 2010  |
| 9  | Ratatorquil             | I topi ballano              | 8 novembre 2009  | 24 giugno 2010  |
| 10 | Minty Freshman          | Il talent show              | 9 novembre 2009  | 25 giugno 2010  |
| 11 | Humble Pie and Mash     | Tortino di umiltà           | 10 novembre 2009 | 28 giugno 2010  |
| 12 | Flavour of the Month    | Tutti per una               | 11 novembre 2009 | 29 giugno 2010  |
| 13 | Cake Expectations       | Ritorno al passato          | 12 novembre 2009 | 30 giugno 2010  |

## Casa dolce casa
Lulu fatica ad accettare il nuovo matrimonio del padre, con il quale lei ha ereditato il terribile e odioso fratellastro Torquil. Ma un giorno Lulu scopre che la madre le ha lasciato un libro di magie dal quale scaturisce una strampalata fata madrina: Cookie.

## Zombie e ciambelle
Lulu vorrebbe che il padre le desse un lavoretto da fare, ma il genitore non pensa sia abbastanza responsabile. Per metterla alla prova le chiede di fare allora da baby sitter a Torquil per una sera. Ma una delle solite magie trasforma Torquil in uno zombie.

## Biscotti e lustrini
Per vincere la sfilata della scuola Lulu pensa di usare i lustrini. Chiede aiuto a Chip per cucirli e crea con la magia tre sosia dell'amico che lo possano sostituire nelle sue altre attività. Ma le copie di Chip sono state create con la pasta per i biscotti.

## La mente è un libro aperto
Penny sfida Lulu nel test di geografia ma, grazie ad una delle ricette di Cookie, Lulu legge nella mente della studiosa Frenchy le risposte corrette ottenendo così il massimo dei voti. Misteriosamente però, il test di Frenchy ottiene un punteggio bassissimo.

## Tre Chip sono peggio di uno
Chip crede nell'esistenza degli alieni mentre Lulu no. Frenchy crede a tutto quello che dice Chip e Torquil crederebbe in qualsiasi cosa per conquistare Frenchy. Quando Cookie trasforma Chip in un alieno verde e con antenne nessuno sa più a cosa credere.

## Il cucchiaio magico
La nuova Pizza "Fish & Chips" creata da Mike non ottiene grande successo tra i suoi clienti. Per aiutare l'amico Lulu ricorre all'aiuto di Cookie la quale crea un cucchiaio magico che porti a Mike fama e prosperità. Ma come sempre la magia creera' qualche problema.

## I topi ballano
È il giorno di S. Valentino e Lulu non ha un accompagnatore per il ballo. Finge però di avere un fidanzato per non essere sminuita da Penny. E Cookie gliene procura uno trasformando il roditore di Torquil in un cavaliere per la festa.

## Il talent show
La scuola si prepara per un talent show. La mamma di Penny decide di cantare, per lo show, con Minty, che da giovane faceva parte del gruppo preferito da Mrs. K. Alla fine canterà solo la mamma di Penny perché Minty era diventata una neonata. A vincere sarà Torquil, che aveva fatto come numero mangiarsi due ciambelle in un sol boccone.

## Tortino di umiltà
La mamma di Penny deve fare un'intervista, e Penny prende costantemente in giro Lulu perché suo padre è un perdente. Invece suo padre deve fare una falsa conferenza stampa su una sua ricetta che ha attirato molti più clienti al Cafè Gina. Per farlo diventare popolare, Lulu e Cookie preparano una ricetta che fa diventare le persone famose. E Mike diventa famosissimo. Anche vanitoso. Alla conferenza stampa, la mamma di Penny mangia un tortino d'umiltà fatto da Lulu e diventa magicamente buona. Il papà di Lulu s'importuna e quindi Lulu fa la conferenza stampa. Peccato che Lulu morirà di vergogna.

## Tutti per una
Lulu viene sfidata da Penny a parlare in una conferenza in cui dovrà sostenere che i delfini sono nemici dell'uomo. Per poter vincere, Lulu prepara, con l'aiuto di Cookie, dei dolcetti che, una volta mangiati, fanno credere a tutto ciò che una persona dice. Grazie ai dolcetti, Lulu vince il dibattito, ma si fa prendere la mano e finisce per rendere schiavi tutti quelli che hanno mangiato i suoi dolcetti. Creerà, inoltre, una sommossa, in cui tutti tentano di punire Torquil. Lulu riuscirà a salvare la situazione con l'aiuto di Frenchy.